# Тамур (музыкальный инструмент)

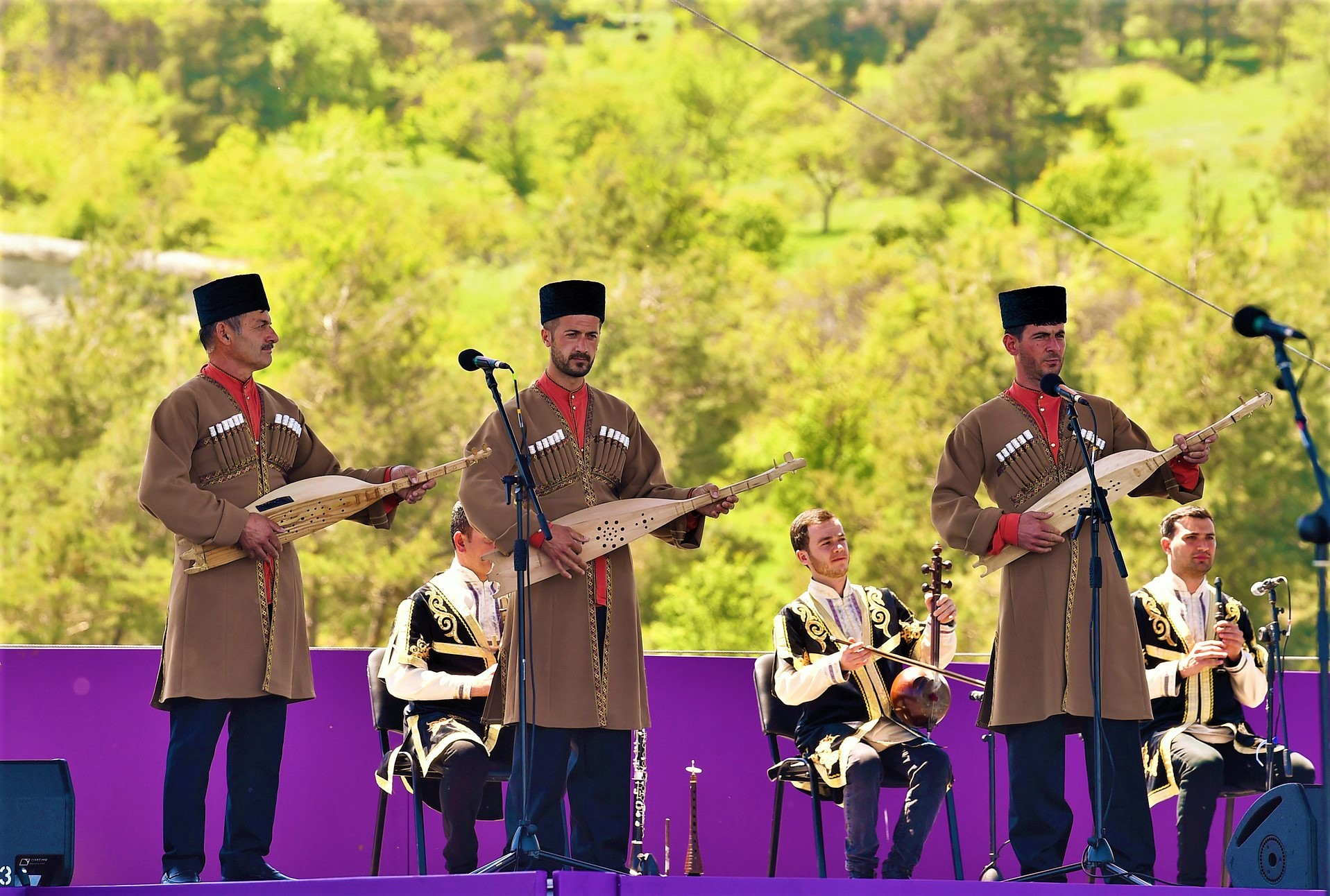
Аварский фольклорный коллектив «Джахан» исполняет песню «Дун гури йо» на дамбуре на фестивале «Хары-бюльбюль»

Тамур (тамур-пандур, дамбур) — двухструнный музыкальный инструмент коренного населения Дагестана. У одних дагестанских народов называется «динда» и «чанг». У лезгин, аварцев, кумыков — «пандур». Аналогичный инструмент у народов Балакенского, Закатальского и Гахского районов Азербайджана называется «дамбур». Наиболее распространёние тамур получил в горных районах. Технология производства: выскабливается из единого куска дерева, высверливаются отверстия и натягиваются только две струны. При изготовлении тамура народные умельцы предпочитают иметь дело с традиционными материалами: липой и кишками молодого козла. Иногда используются струны из конского волоса. Узкий длинный корпус заканчивается двузубцем (трезубцем). В длину никогда не превышает 1 метра. Происхождение инструмента относится к доисторической эпохе, к формированию в горных условиях животноводческого хозяйства. Сегодня рассматривается пережитком домусульманских верований аварцев, традиционно почитающих природные явления, соблюдающих обряды вызывания дождя и солнца.
На слух обладает предельно низкими музыкальными характеристиками, непривычным для представителей европейской музыкальной культуры. По мнению ряда специалистов, сольная культура исполнения на старинном дагестанском инструменте близка к песнопению в форме плача. В отличие от смычкового инструмента чагчана, чагура, горной свирели лалу, духовой зурны, бубна и барабана исполнитель на тамуре музыкальный сеанс проводит для немногочисленной аудитории. Как правило, это разновозрастные члены одной семьи или соседи. В первом десятилетии XXI века профессиональный интерес к тамуру проявлен со стороны Восточно-Европейской ассоциации акустиков и Европейской акустической ассоциацией (ЕАА) и других общественных структур. Не подтверждается информация о том, что тамур (пандур, динда и чанг) вытесняется струнно-щипковым агач-кумузом.